# Sven Ortoli

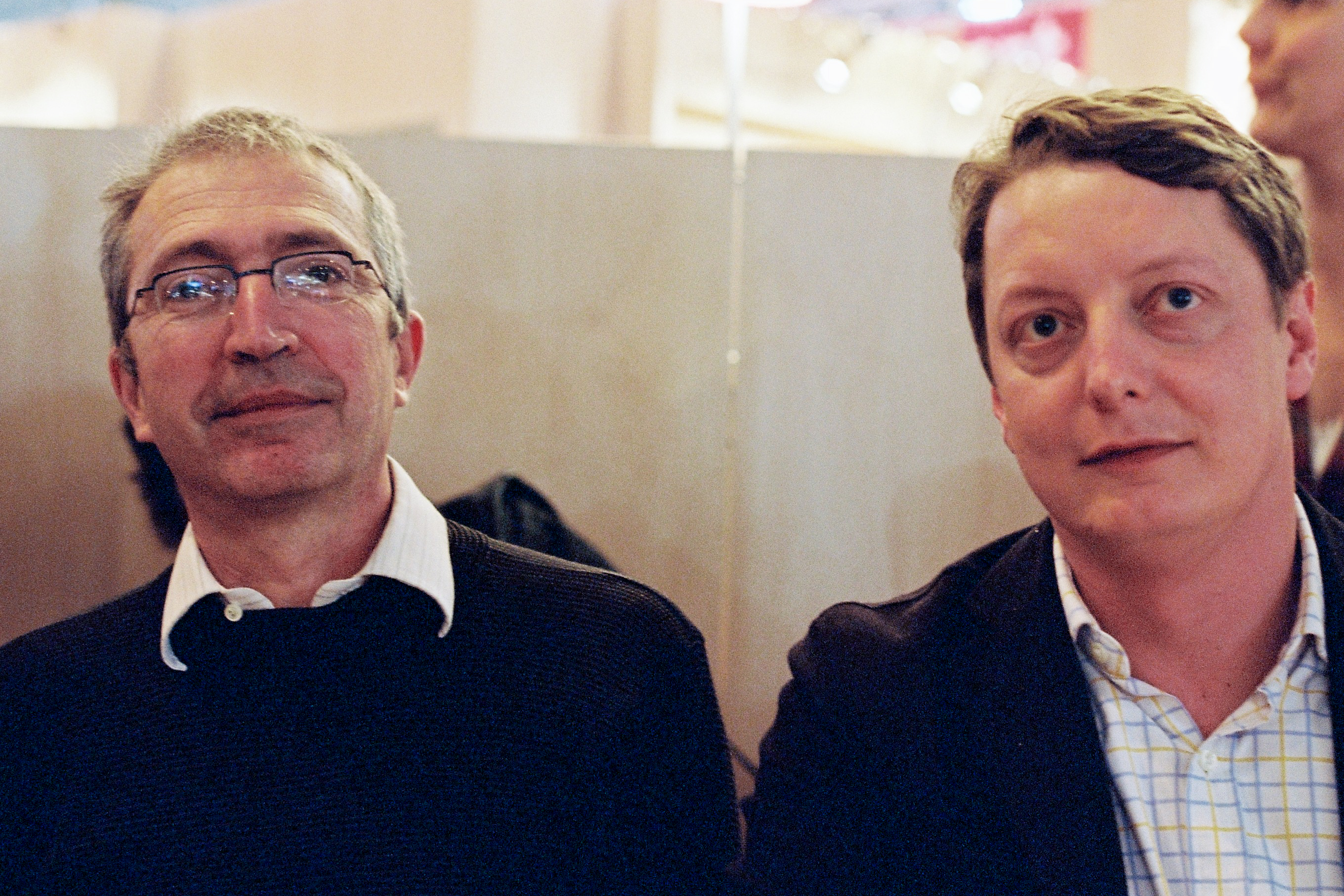
Sven Ortoli (links) mit Michel Eltchaninoff

Sven Ortoli (* 6. Juli 1953) ist ein französischer Physiker, der als Wissenschaftsjournalist tätig ist.
Sven Ortoli ist Gründer der Zeitschrift „Science & Vie junior“. Zusammen mit Nicolas Witkowski brachte er das Buch „Die Badewanne des Archimedes – Berühmte Legenden aus der Wissenschaft“ (Piper Verlag, 1996) heraus. 2008 wurde das mit Michel Eltchaninoff verfasste Werk „Philosoufflé – ein geistreiches Spiel mit der Philosophie“ veröffentlicht.